# Бродский, Михаил Леонидович
Михаил Леонидович Бродский (род. 27 марта 1969, Харьков) — украинский шахматист, гроссмейстер (1994). Старший тренер ФИДЕ (2012).
Закончил Харьковский университет. Чемпион УССР (1990). Победитель и призер турниров: Сочи (1993, 2-е), Николаев (1993, 3-е), Бухарест (1994, 1–2-е; 1995), Копенгаген (1994, 1–2-е), Краснодар (1997 и 2001 – 1–2-е), Вейк-ан-Зее (1998), Катовице (1998, 2-е), Гамбург (1998, 2–4-е; 2001, 2-е), Белореченск (2005), С.-Петербург (2005, 1–4-е; 2006, 2–3-е), Одесса (2006, 1–4-е), Харьков (2008, 1–3-е; 2011), Мец (2016). С 2011 года тренер женской сборной Украины. Под его руководством женская сборная Украины в 2013 году завоевала золотые награды командного чемпионата мира и командного чемпионата Европы, а также дважды становилась бронзовым призёром шахматных олимпиад 2012 и 2014 годов.

## Изменения рейтинга
| Графики недоступны из-за технических проблем. См. информацию на Фабрикаторе и на mediawiki.org. |